# 若者の子守唄
「若者の子守唄」（わかもののこもりうた）は、1967年8月15日にビクターレコードより発売された橋幸夫の92枚目のシングルである（SV-599）。

## 概要
- 作詞は戦前から多くの楽曲の詞を手がけたサトウハチロー、作曲はポップス系の鈴木邦彦と異色の組み合わせで、この組み合わせによる楽曲は、橋のリリースしたシングルの中で、本作が唯一のものである。
- 従来、橋の楽曲は、恩師の佐伯孝夫作詞、吉田正作曲であったが、1964年（昭和39年）ごろから、他の作家の曲が登場し、前年の1966年には、作詞宮川哲夫、作曲利根一郎の「霧氷」（SV-471）で第8回日本レコード大賞を受賞した。
- この年からは、ポップス系の作家との協業が始まり[1]、その第1弾が、本作の前作となるなかにし礼作詞、鈴木邦彦作曲の「そばにいておくれ」（7月、SV-584）で、鈴木邦彦とは本作で2作目となる。
- 和洋折衷を狙って、演奏もエレキバンドで津々美洋とオールスターズ・ワゴンが参加し、初共演している。
- ジャケットにはスクール・メイツともに浴衣姿の橋の写真が使用されているが、橋は「この曲を唄う時は、ジャケットの写真のように浴衣姿で、モロに和洋折衷の面白味を出そうとした」[2]としている。
- オールスターズ・ワゴンについては「エレキ系統の音楽は、オーケストラじゃなく、こういう特殊なバンドを使わないとできない」と述べている[2]。
- 橋は、1967年の『第18回NHK紅白歌合戦』で本曲を歌唱している。
- c/wの「郷愁」は同じサトウの作詞だが、作曲は鈴木淳によるもので、鈴木淳とはその後、シングル、アルバムで協業している。

## 収録曲
1. 若者の子守唄
作詞：サトウハチロー、作曲：鈴木邦彦
2. 郷愁
作詞：サトウハチロー、作曲：鈴木淳、編曲：森岡賢一郎

## 共演
- 津々美洋とオールスターズ・ワゴン
- スクール・メイツ

## 楽曲の収録アルバム
- 初期のLP盤のアルバムにあるが、近年の橋のCDでのベスト盤での収録はない。
- 『東京ビートニクス Vol.２』2002/9（VICL-60954）に収録されている。
- 橋のCD-BOXでの収録は以下のとおり。
  - 『橋幸夫大全集』1993年9月　Disc6
  - 『橋幸夫のすべて』2011年2月　Disc2